# カラーメダカ
カラーメダカ(カラー目高）とはメダカの突然変異種の総称である。色により呼び名が変わる。

## 体色
野生のメダカが焦げ茶色がかった灰色および黒色であるのに対し、カラーメダカはメダカの本来の色素胞の有無、強弱により、黒色（メラノフォア）、黄色（キサントフォア）、白色（ロイコフォア）、虹色（イリドフォア）が反応して違うタイプが出現する。
ヒメダカ（緋目高）
黒色素胞がないため体色がオレンジ色または黄色をしている。観賞用や肉食魚の餌用に流通している。
シロメダカ（白目高）
黒色素胞がなく黄色素胞が発達していないため、体は白い。
アオメダカ（青目高）
黄色素胞がなく、体色は青っぽい。
上記の3種を基本にして、改良されている。

## ヒメダカの改良種
- 赤色の要素が強いヒアカメダカ、楊貴妃メダカ
- 復帰突然変異による黒色が戻ったチャメダカ（茶目高）
- チャメダカとヒメダカの戻し交配によるミドリメダカ（緑目高）[1]
- 琥珀色に見えるコハクメダカ（琥珀目高）[2]

## シロメダカの改良種
- 黄色が強いクリームメダカ[3]
- 虹色が強いサクラメダカ（桜目高）
- 上記の2種の改良種のシロメダカ[4]（この組み合わせの親同士はこの色しか出ない。）

## アオメダカの改良種
- 青紫色が強いムラサキメダカ（紫目高）[5]
- 復帰突然変異による黄色が戻ったコケメダカ（苔目高）[6]

## 体型による品種
観賞用のメダカは体型により細分化された俗称を持つ。これらは複合する場合もあり、色の次に特徴が続いて呼ばれる。
ヒカリメダカ（ホタルメダカ）系
この体系のメダカは背中がホタルの様に光るタイプであり、普通種がエラから肛門に至る光沢が当種では背中に現れている。
例：ミドリヒカリメダカ。
アルビノ系
この体系のメダカは目が赤く光るタイプであり、毛細血管が透けて見える。体色も薄く、スケルトンのような個体に多い。一方、普通種は青く光る個体が多く、ヒメダカ、シロメダカの一部にはパンダのような目をした個体もいる。
スモールアイ系
この体系のメダカは目が点の様に細く、普通種の半分位しか黒目がない以外は、他は普通種とあまり変わらない。
ダルマ系
この体系のメダカは骨格が縮んでおり、体長も普通種の半分以下しかなく、ヘルニアのような感じが強く、腹部が力士の様に出ている。
例：ムラサキダルマメダカ。
半ダルマ系
上記のダルマ系の骨格があまり縮まず、体長は普通種と比較するとあまり変わらない。
例：アオ半ダルマメダカ。

## 飼育
例外の組み合わせ以外は全ての色、体型はほとんど誕生する。

### 混泳
似た種類（アオメダカ、シロメダカ、メダカ）との飼育は可能であるが、カラーメダカとして楽しむ以外では同一の種類を飼育する事を勧める。また、体型が異なる個体同士の混泳はなるべく避けた方が良い。

### 繁殖
ホテイアオイ等を入れて、25℃以上が続くとこれらに産卵をする。産卵をしたホテイアオイ等は親から隔離し、半月程すると稚魚が誕生する。隔離を行わないと親が卵を食べ、稚魚を飲み込む。また、稚魚は成長の程度に応じて分離する。これをしないと共食いをする場合がある。

## パステルメダカ
この種類のメダカは台湾、香港で作出されたメダカでパステルカラーの緑色、銀色、金色等の色がある。これらには発光するクラゲの一種であるオワンクラゲのDNAを遺伝子組み換えにより、暗い場所等では光る。遺伝子組み換え生物であるため、現在日本国内においてはカルタヘナ法により輸入、輸出共に禁止されている。

## その他
カラーメダカではないが黒色の色胞素が強くなった種別も存在する。ブラックメダカと呼ばれているメダカであり、コールタールのような濃い黒い色をしている。